# Антонінув (Ґостинінський повіт)
Антонінув (пол. Antoninów) — село в Польщі, у гміні Гостинін Ґостинінського повіту Мазовецького воєводства.
Населення — 146 осіб (2011).
У 1975-1998 роках село належало до Плоцького воєводства.

## Демографія
Демографічна структура станом на 31 березня 2011 року:
|          | Загалом | Допрацездатний вік | Працездатний вік | Постпрацездатний вік |
| -------- | ------- | ------------------ | ---------------- | -------------------- |
| Чоловіки | 71      | 22                 | 42               | 7                    |
| Жінки    | 75      | 18                 | 40               | 17                   |
| Разом    | 146     | 40                 | 82               | 24                   |